# 河風橋戰鬥
河風橋戰鬥發生於1931年3月18－21日，地點則是在中國河南商城。是第一次国共内战前期主要戰鬥之一。該戰鬥交戰一方為中華民國國民革命軍，另一方則為中國共產黨所領導之中國工農紅軍。